# Retta
Marietta Sirleaf (Newark, Nueva Jersey, 12 de abril de 1970), más conocida como Retta, es una comediante de stand-up y actriz estadounidense. Es principalmente conocida por su papel como Donna Meagle en la comedia de NBC Parks and Recreation. Ha aparecido en múltiples películas y series de televisión, y ha hecho comedia en vivo en Premium Blend de la cadena Comedy Central.

## Primeros años
Retta es oriunda de Nueva Jersey, y se graduó de la Universidad Duke en Durham, Carolina del Norte. Su familia es de Liberia y ella es sobrina de la actual presidente de Liberia, Ellen Johnson Sirleaf. Ella comenzó a trabajar en el campo de la investigación farmacéutica antes de mudarse a Los Ángeles, California, para seguir una carrera en comedia. Retta comenzó a hacer comedia en vivo en 1996, sin embargo ella dijo que no empezó a ganar dinero hasta 1998, cuando empezó a presentarse en el circuito universitario. Retta dijo que solía ponerse "realmente mareada" antes de una actuación, pero logró superarlo con experiencia. Retta ha dicho que su material para hacer comedia en vivo tiende a ser levemente inspirada por historias de su vida diaria, familia y amigos.  Retta ha declarado que, de ser posible, dejaría la comedia en vivo para dedicarse a la actuación por tiempo completo: "no estoy casada con la comedia en vivo, sólo porque es algo que requiere viajar. Todos esos viajes son muy solitarios."

## Carrera de comediante
Retta se ha desempeñado como actuación de apertura para comediantes como Shirley Hemphill y Bobby Collins. Ella ha hecho apariciones televisivas en The Soup, Freddie, Moesha, It's Always Sunny in Philadelphia, el segmento de "Presentación de divas de la comedia" de The Jenny Jones Show,
Retta ha actuado en Premium Blend, un programa de Comedy Central.
En 2009, Retta comenzó a hacer apariciones como estrella invitada regularmente en la comedia de NBC Parks and Recreation como Donna Meagle, una empleada en el departamento de parques en un pueblo ficticio en Indiana. Mientras se presentaba en la Universidad de Illinois, Retta dijo que actuar en la serie era estresante porque no estaba claro por cuánto tiempo se mantendría al aire, a causa de las malas críticas que recibió en su primera temporada. Alan Sepinwall, columnista de televisión de The Star-Ledger, dijo que la segunda temporada de Parks and Recreation habían adquirido más personalidad y chistes más divertidos para Donna y otros personajes. Fue promovida a miembro regular a tiempo completo en la tercera temporada.
Retta también animó los Premios Critics' Choice Television Awards en 2013. En 2014, Retta apareció en Hollywood Game Night como una participante junto a otras celebridades como Paget Brewster, Michael Chiklis, Mario López, Thomas Lennon, y Alyssa Milano.

## Vida personal
Retta es sobrina de Ellen Johnson Sirleaf, Presidente de Liberia entre 2006 y 2018.
Retta es fanática de equipo de hockey Los Angeles Kings y ha presentado premios en la ceremonia de premiación de NHL en Las Vegas en 2014 y 2015.

## Filmografía

### Cine
| Año  | Título                                    | Papel                  | Notas             |
| ---- | ----------------------------------------- | ---------------------- | ----------------- |
| 1998 | Ringmaster                                |                        | Voces adicionales |
| 2002 | Slackers                                  | Bruna                  |                   |
| 2003 | Dickie Roberts: Former Child Star         | Sad Eye Sadie          |                   |
| 2007 | Fracture                                  | Evidence Room Cop      |                   |
| 2007 | Sex and Death 101                         | Ethel                  |                   |
| 2008 | First Sunday                              | Roberta                |                   |
| 2014 | Sex Ed                                    | Sydney                 |                   |
| 2015 | Alvin and the Chipmunks: The Road Chip    | Party Planner          |                   |
| 2016 | Other People                              | Nina                   |                   |
| 2016 | Operator                                  | Pauline "Roger" Rogers |                   |
| 2016 | Middle School: The Worst Years of My Life | Ida Stricker           |                   |
| 2017 | To the Bone                               | Lobo                   |                   |
| 2017 | Band Aid                                  | Carol                  |                   |
| 2017 | The Lego Ninjago Movie                    | Maggie the Cheerleader | Voz               |
| 2017 | Where's the Money                         | Roberta                |                   |
| 2017 | Father Figures                            | Annie                  |                   |
| 2019 | Good Boys                                 | Madre de Lucas         |                   |
| 2023 | 80 for Brady                              | Ella misma             |                   |
| 2023 | Hitman                                    | Claudette              |                   |
| 2024 | The Greatest Hits                         | Dra. Evelyn Bartlett   |                   |

### Televisión
| Año           | Título                            | Papel                     | Notas                                                            |
| ------------- | --------------------------------- | ------------------------- | ---------------------------------------------------------------- |
| 1997          | Moesha                            | Hostess                   | Episodio: "Double Date" (Season 3, Episodio 12)                  |
| 2004          | $5.15/Hr                          | Joy                       |                                                                  |
| 2005          | Freddie                           | Joan                      | Episodio: "Rich Man, Poor Girl"                                  |
| 2006          | Rodney                            | Tanya Evans               | Episodio: "When Rodney Comes Marching Home"                      |
| 2008          | It's Always Sunny in Philadelphia | Hardware Store Clerk      | Episodio: "The Gang Gets Extreme: Home Makeover Edition"         |
| 2009–15, 2020 | Parks and Recreation              | Donna Meagle              | Recurrente (Temp. 1–2); Principal (Temp. 3–7)                    |
| 2009          | Jimmy Kimmel Live!                | Heckler                   | Episodio: "#7.46"                                                |
| 2014, 2015    | Kroll Show                        | TSA #1, Lara              | Episodios: "Krolling Around with Nick Klown" and "Body Bouncers" |
| 2014          | Drunk History                     | Sylvia Robinson           | Episodio: "American Music"                                       |
| 2014          | Key & Peele                       | The Woman                 | Episodio: "Sex Addict Wendell"                                   |
| 2015–18       | Girlfriends' Guide to Divorce     | Barbara                   | Recurrente (Temp. 2); Principal (Temp. 3–5)                      |
| 2018–2021     | Good Girls                        | Ruby Hill                 | Reparto principal                                                |
| 2019          | Pinky Malinky                     | Mrs. Malinky              | Episodio: "Snack"                                                |
| 2019          | Where's Waldo?                    | Wizard Nightingale        | Episodio: "Vienna Voice-Versa"                                   |
| 2019          | Big Mouth                         | Duke's Mother             | Episodio: "Duke"                                                 |
| 2020–21       | DuckTales                         | Mystical Harp             | 2 episodios                                                      |
| 2020          | Home Movie: The Princess Bride    | The Mother                | Episodio: "Chapter One: As You Wish"                             |
| 2021          | Duncanville                       | Makeover Station Employee | Episodio: "Das Banana Boot"                                      |
| 2022          | Bubble Guppies                    | General Yuck              | Episodio: “Don’t Yuck My Yum”                                    |
| 2022          | Tuca & Bertie                     | Voz                       | Episodio: "Fledging Day"                                         |
| 2022–presente | Ugliest House in America          | Presentadora              |                                                                  |
| 2023          | The Morning Show                  | Ella misma                |                                                                  |
| 2024          | Elsbeth                           | Margo Clarke              | Episodio: "Love Knocked Off"                                     |